# 霞關站 (東京都)
霞關站（日语：／ Kasumigaseki eki */?）位於日本東京都千代田區霞關二丁目，是東京地下鐵的鐵路車站。

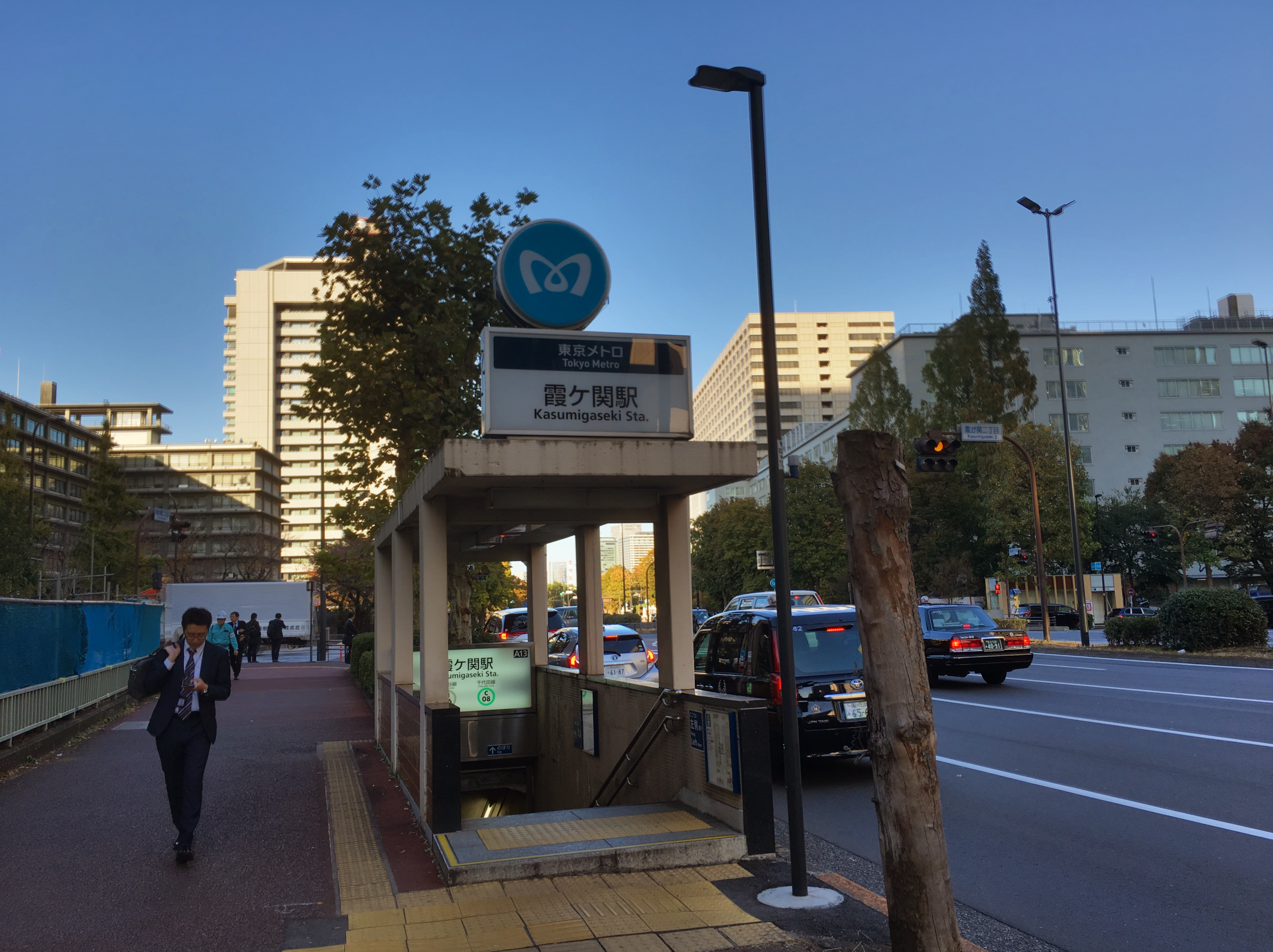
A13出入口（2019年11月）

## 历史
- 1958年（昭和33年）10月15日：營團地下鐵丸之內線西銀座（現、銀座）至霞關間開業。
- 1964年（昭和39年）3月25日：營團地下鐵日比谷線霞關至惠比壽間開業。
- 1971年（昭和46年）3月20日：營團地下鐵千代田線大手町至霞關間開業。
- 1980年（昭和55年）：車站啟用空調。
- 1993年（平成5年）11月4日：引入繼續定期券售票機[1][2]。
- 1995年（平成7年）3月20日：發生東京地鐵沙林毒氣事件，數日間停止營業。日比谷線暫停營運，丸之內線和千代田線至最後一班列車全數通過此站不停靠。
- 2004年（平成16年）4月1日：營團地下鐵民營化。丸之內線、日比谷線、千代田線由東京地下鐵繼承。
- 2008年（平成20年）3月15日：小田急浪漫特快開始直通千代田線。
- 2016年（平成28年）8月5日：引入新型目的地導覽顯示器[3]。

## 車站構造
全體形成字構造：字上方的橫棒為千代田線月台，下方的橫棒為丸之內線月台，直棒為日比谷線月台。
丸之內線是島式、對向式月台組合（與日本橋站銀座線月台設計相同，先建成島式月台，後增建側式月台）成的2面2線地下車站。改札在地下1樓、月台在地下2樓。丸之內線開業之時為島式1面2線，1973年改成現在的形式。
日比谷線為島式月台1面2線地下車站。改札在地下1樓、月台在地下3樓。中目黑方向有拖上線。
千代田線為島式月台1面2線的地下車站。改札在地下2樓、月台在地下1樓。但月台不設向上樓梯故不能直接往地上走。根據千代田線的工程日誌，本站部分區域是原大日本帝國海軍的防空洞，受工程影響，約一半面積的防空洞需要拆毀。拖上線晚上會停放1輛列車。
丸之內線與千代田線的轉乘必須經過日比谷線月台。
早上及傍晚繁忙時間時，部分日比谷線（自北千住開出）和千代田線（自綾瀨開出）的班次以本站為終點站。這些列車抵達本站後，會暫時停在留置線，然後服務自本站開出的日比谷線（往北千住）和千代田線（往綾瀨）的班次。傍晚繁忙時間時，部分乘客會等候自本站開出的班次以確保座位。此外，部分乘坐以北千住或綾瀨途中車站為終點站班次的乘客會在本站下車，換乘自本站開出直通其他路線（日比谷線直通伊勢崎線，千代田線直通常磐緩行線）。
千代田線國會議事堂前側有連結有樂町線櫻田門站的連絡線（單線）。主要是回送列車使用，也有營業列車「千代田ワープ号」等臨時列車行駛的實例。2008年（平成20年）5月3日起，小田急電鐵浪漫特快「Bay Resort」在本站以倒退方式進入連絡線，不停靠本站。而「Metro相模」、「Metro箱根」、「Metro Homeway」皆停靠本站。
本站為站務管區所在站，管理霞關站務管區的霞關地域、六本木地域、溜池山王地域。

### 月台配置
| 月台                    | 路線     | 目的地                         |
| ----------------------- | -------- | ------------------------------ |
| 丸之內線月台（地下2樓） |          |                                |
| 1                       | 丸之內線 | 新宿、中野坂上、荻窪方向       |
| 2                       | 丸之內線 | 銀座、大手町、池袋方向         |
| 日比谷線月台（地下3樓） |          |                                |
| 3                       | 日比谷線 | 六本木、惠比壽、中目黑方向     |
| 4                       | 日比谷線 | 銀座、北千住、南栗橋方向       |
| 千代田線月台（地下1樓） |          |                                |
| 5                       | 千代田線 | 表參道、代代木上原、伊勢原方向 |
| 6                       | 千代田線 | 綾瀨、我孫子、取手方向         |

（來源：東京地下鐵:構內圖 （页面存档备份，存于））
- 日比谷線北千住方向發車的列車與千代田線綾瀨方向發車的列車在平日早晨尖峰時刻有部分班次以本站為終點站，並使用拖上線回送。另外，尖峰時刻有往日比谷線北千住方向與千代田線綾瀨方向的始發列車。
  - 日比谷線平日早晨10班，晚間合計3班。周六日早晨1班。
  - 千代田線平日早晨13班，晚間合計5班。周六日早晨1班。

### 剪票口
- A1 - A7（丸之內線、日比谷線）
- A8 - A10（日比谷線）
- A11 - A13（千代田線）
- B1 - B3（丸之內線）
- C1 - C4（千代田線）

付費區內因各線月台互通，因此可利用其他路線出入口。

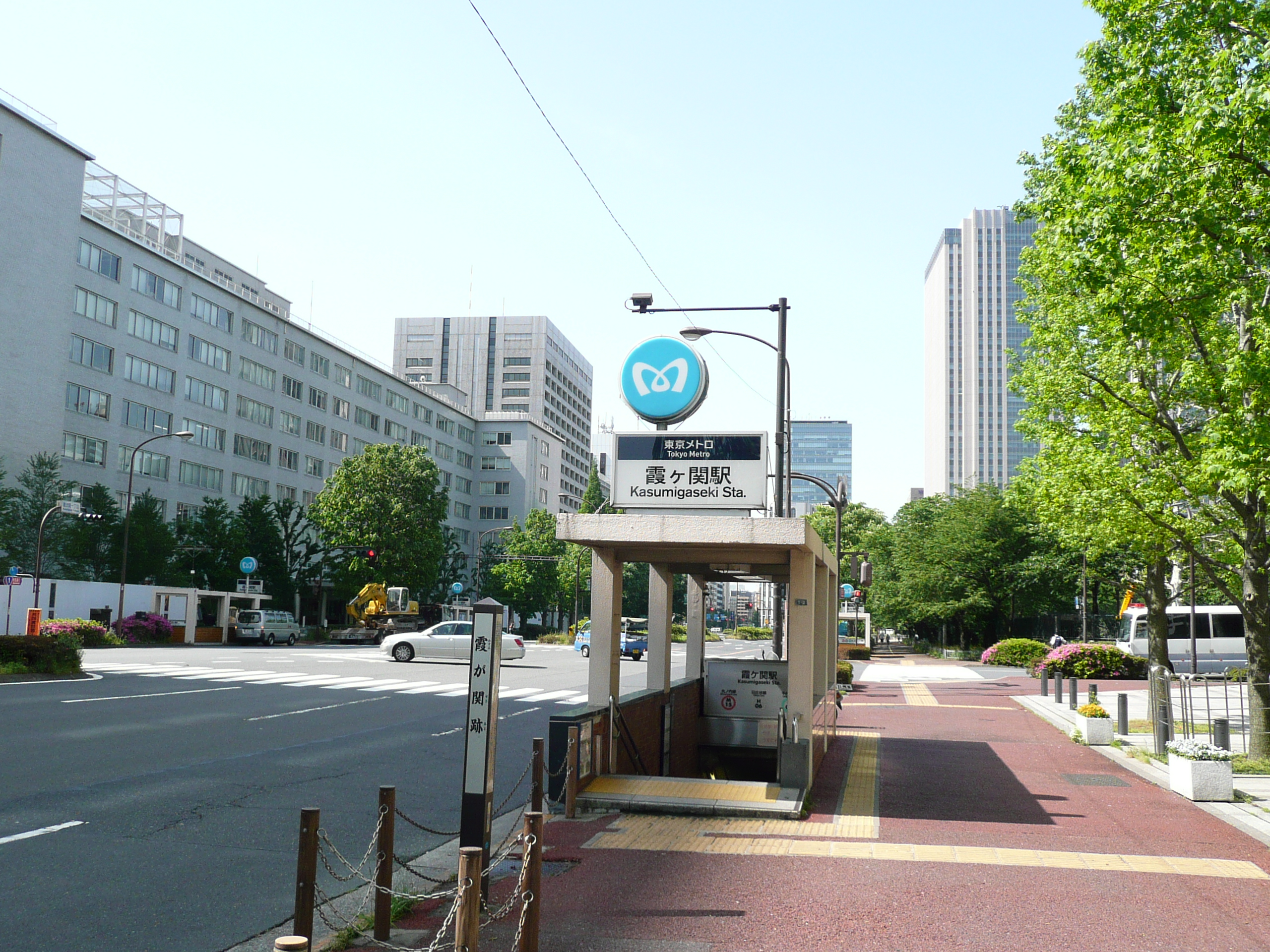
A2出口（2010年5月）
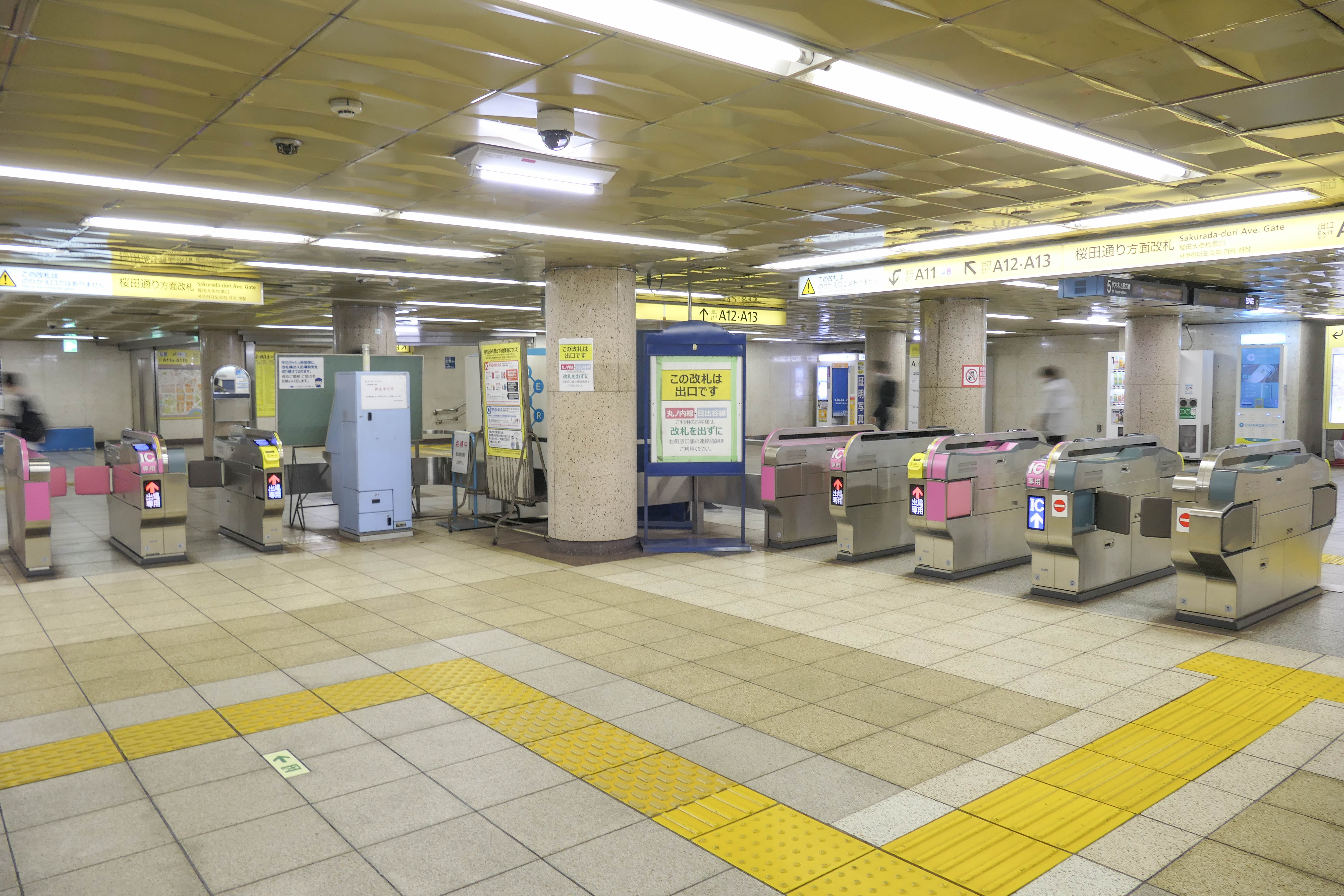
往櫻田通方向的驗票口（2022年11月）
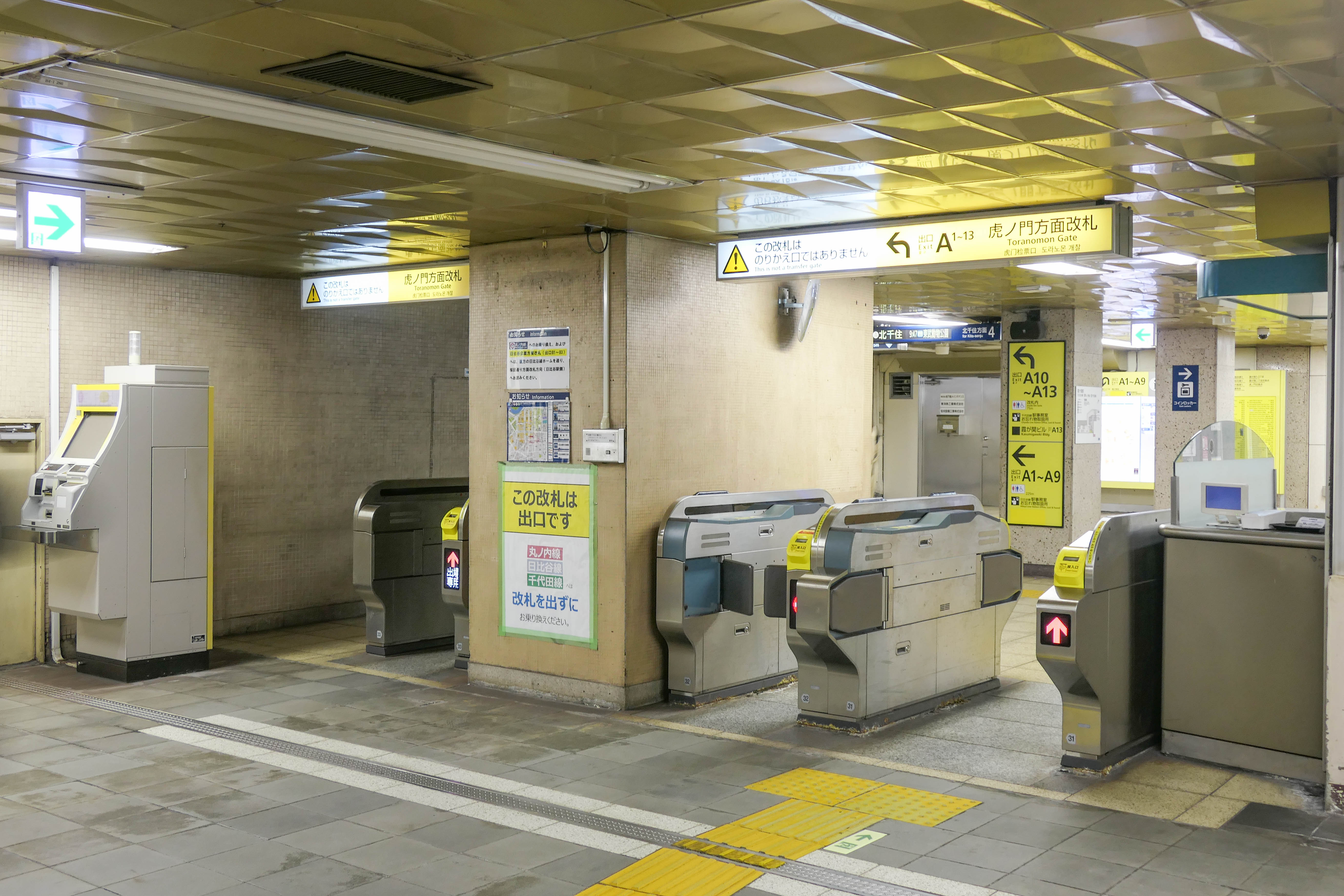
往虎之門方向的驗票口（2022年11月）
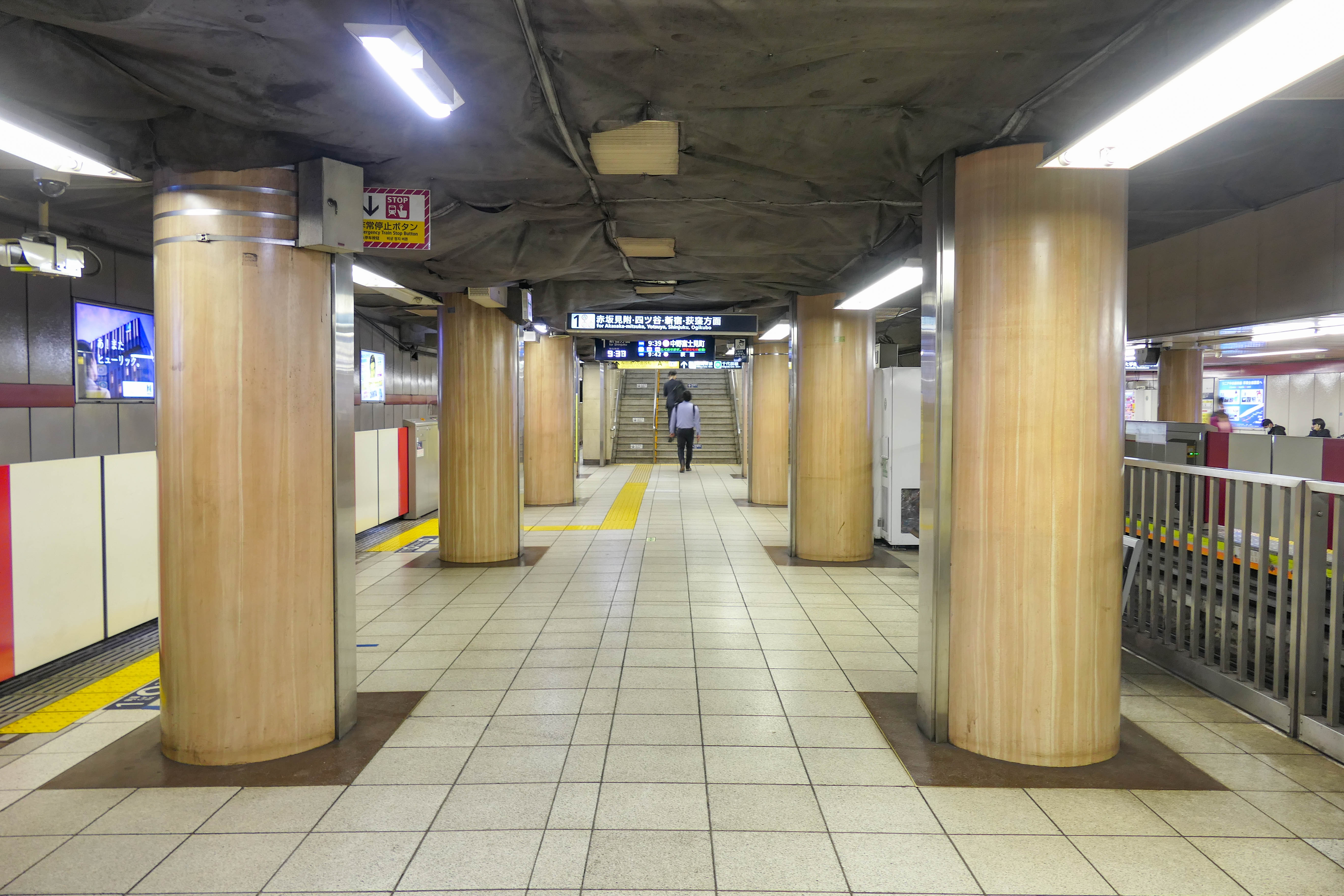
丸之內線1號月台(2022年11月)
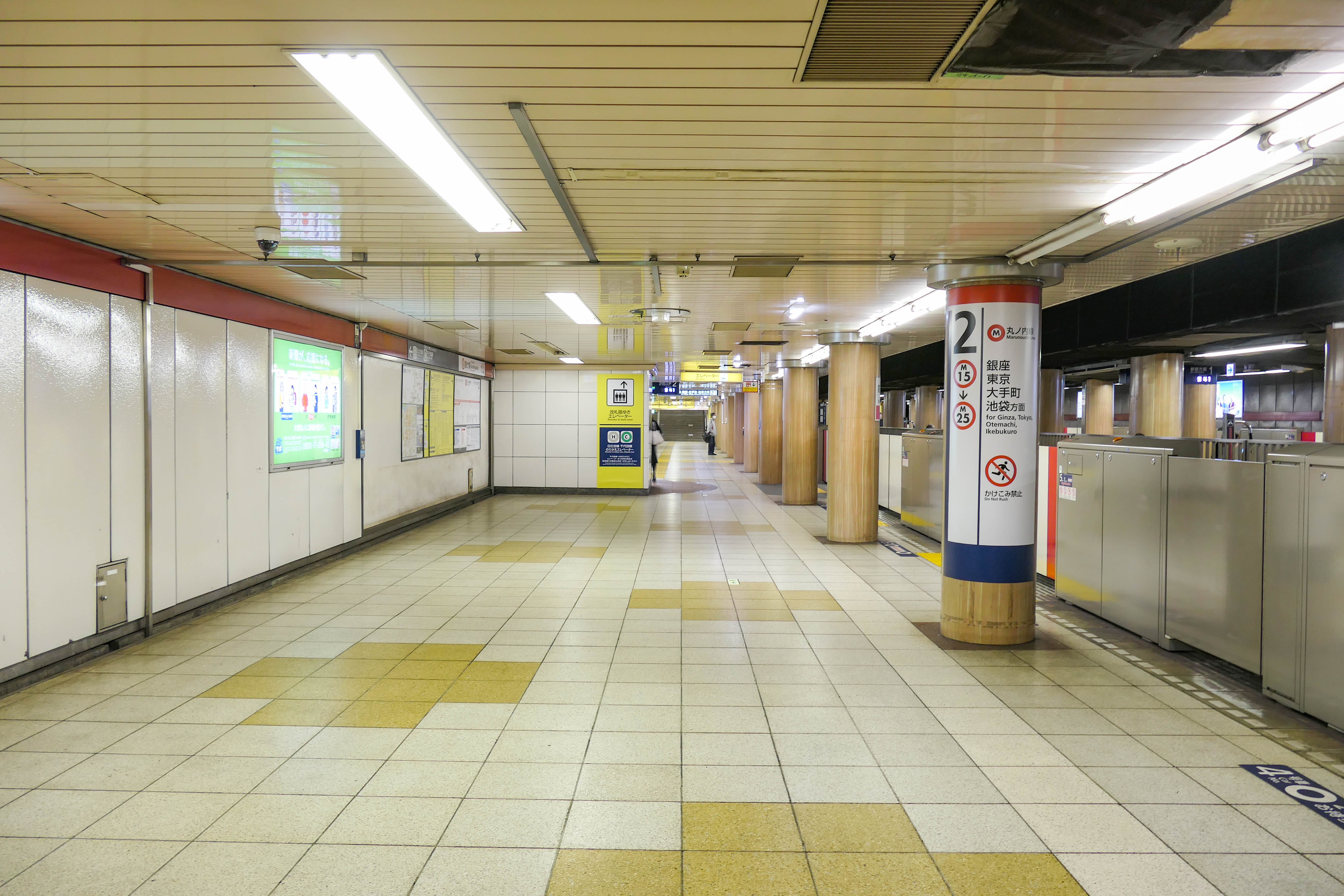
丸之內線2號月台(2022年11月)
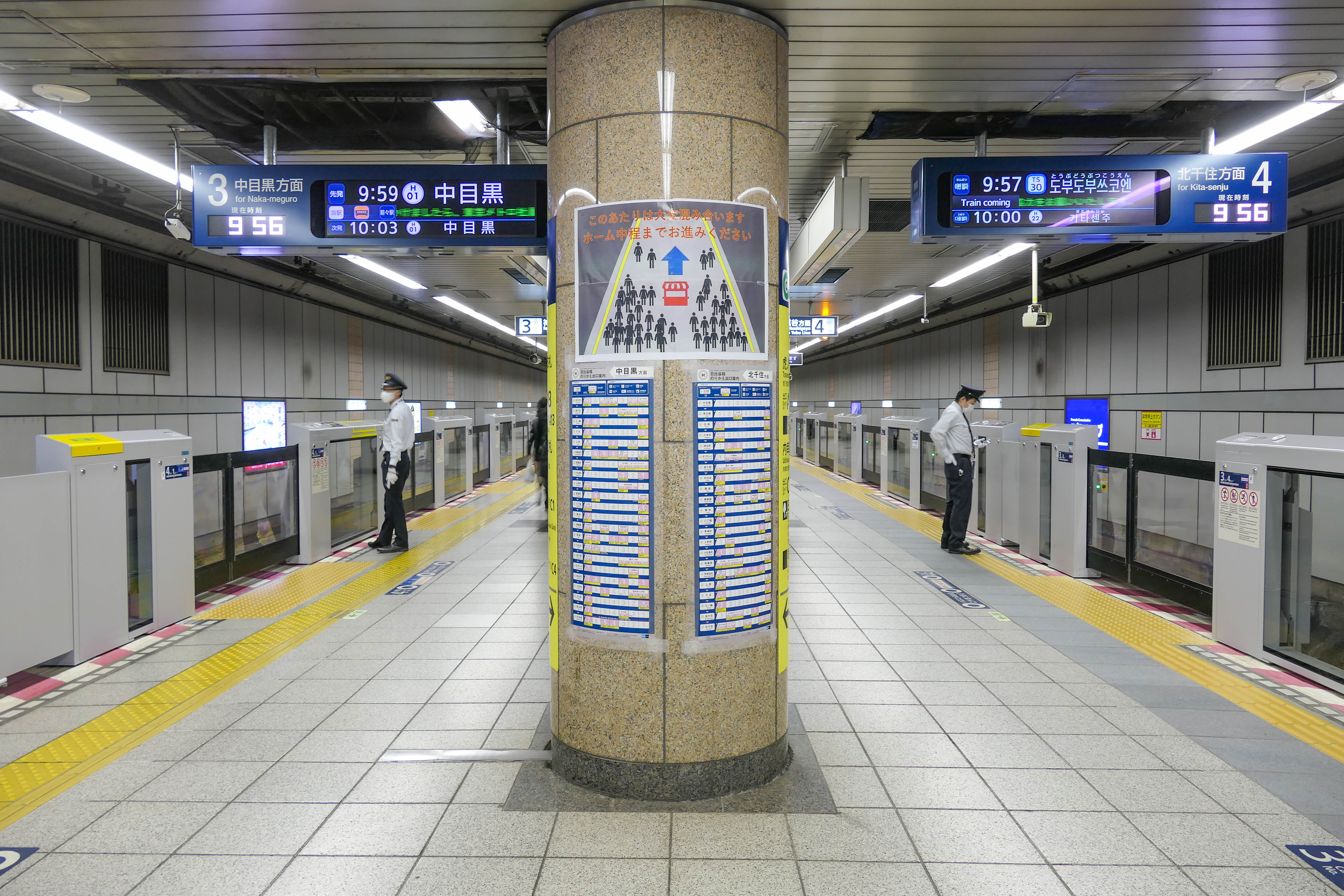
日比谷線3號與4號月台(2022年11月)
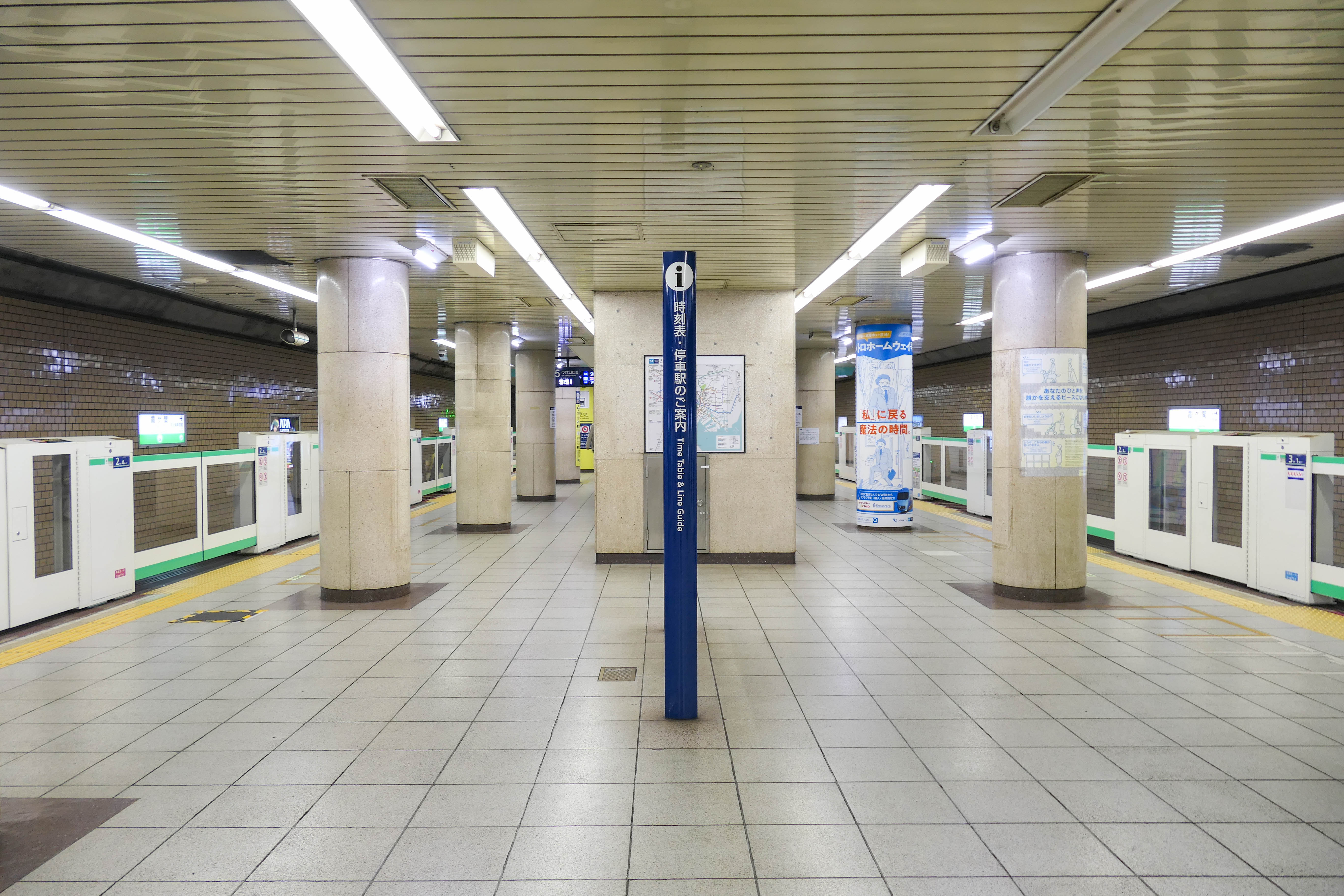
千代田線5號與6號月台(2022年11月)

## 利用狀況
- 東京地下鐵 - 2017年度1日平均上下車人次為150,628人[使用人數 1]。
東京地下鐵全部130個車站當中次於新宿三丁目站名列第19位。
  - 東京地下鐵包含轉乘人次在內，2017年度各路線1日平均上下車人次如下[上下車人次資料 1]。
    - 丸之內線 - 131,733人 - 同線內次於池袋站、新宿站、東京站、赤坂見附站、大手町站、新宿三丁目站、銀座站位居第8位。
    - 日比谷線 - 139,900人 - 同線內次於北千住站、中目黑站、茅場町站、銀座站名列第5位。
    - 千代田線 - 103,977人 - 同線內次於綾瀨站、北千住站、代代木上原站、大手町站、表參道站、西日暮里站、日比谷站、明治神宮前站排名第8位。

### 各年度1日平均上下車人次
近年1日平均上下車人次變化如下表。
| 年度               | 東京地下鐵         | 東京地下鐵 |
| 年度               | 1日平均 上下車人次 | 增長率     |
| ------------------ | ------------------ | ---------- |
| 1999年（平成11年） | 127,349            |            |
| 2000年（平成12年） | 125,311            | −1.6%      |
| 2001年（平成13年） | 125,679            | 0.3%       |
| 2002年（平成14年） | 121,483            | −3.3%      |
| 2003年（平成15年） | 121,078            | −0.3%      |
| 2004年（平成16年） | 118,254            | −2.3%      |
| 2005年（平成17年） | 120,195            | 1.6%       |
| 2006年（平成18年） | 123,065            | 2.4%       |
| 2007年（平成19年） | 130,748            | 6.2%       |
| 2008年（平成20年） | 130,020            | −0.6%      |
| 2009年（平成21年） | 130,045            | 0.0%       |
| 2010年（平成22年） | 129,036            | −0.8%      |
| 2011年（平成23年） | 128,226            | −0.6%      |
| 2012年（平成24年） | 135,035            | 5.3%       |
| 2013年（平成25年） | 140,241            | 3.9%       |
| 2014年（平成26年） | 141,375            | 0.8%       |
| 2015年（平成27年） | 146,162            | 3.4%       |
| 2016年（平成28年） | 148,944            | 1.9%       |
| 2017年（平成29年） | 150,628            | 1.1%       |

### 各年度1日平均上車人次（1958年－2000年）
近年1日平均上車人次變化如下表。
| 年度               | 丸之內線 | 日比谷線 | 千代田線 | 來源              |
| ------------------ | -------- | -------- | -------- | ----------------- |
| 1958年（昭和33年） | 1,646    | 未開業   | 未開業   | [ 東京都統計 1 ]  |
| 1959年（昭和34年） | 20,745   | 未開業   | 未開業   | [ 東京都統計 2 ]  |
| 1960年（昭和35年） | 22,379   | 未開業   | 未開業   | [ 東京都統計 3 ]  |
| 1961年（昭和36年） | 25,122   | 未開業   | 未開業   | [ 東京都統計 4 ]  |
| 1962年（昭和37年） | 28,663   | 未開業   | 未開業   | [ 東京都統計 5 ]  |
| 1963年（昭和38年） | 31,981   | 3,009    | 未開業   | [ 東京都統計 6 ]  |
| 1964年（昭和39年） | 32,535   | 5,368    | 未開業   | [ 東京都統計 7 ]  |
| 1965年（昭和40年） | 32,825   | 10,539   | 未開業   | [ 東京都統計 8 ]  |
| 1966年（昭和41年） | 31,958   | 9,630    | 未開業   | [ 東京都統計 9 ]  |
| 1967年（昭和42年） | 36,755   | 9,914    | 未開業   | [ 東京都統計 10 ] |
| 1968年（昭和43年） | 58,992   | 37,742   | 未開業   | [ 東京都統計 11 ] |
| 1969年（昭和44年） | 61,287   | 40,221   | 未開業   | [ 東京都統計 12 ] |
| 1970年（昭和45年） | 62,986   | 40,811   | 13,000   | [ 東京都統計 13 ] |
| 1971年（昭和46年） | 64,467   | 47,467   | 20,265   | [ 東京都統計 14 ] |
| 1972年（昭和47年） | 62,436   | 49,975   | 27,984   | [ 東京都統計 15 ] |
| 1973年（昭和48年） | 56,581   | 50,137   | 32,748   | [ 東京都統計 16 ] |
| 1974年（昭和49年） |          | 50,918   |          | [ 東京都統計 17 ] |
| 1975年（昭和50年） |          | 56,016   |          | [ 東京都統計 18 ] |
| 1976年（昭和51年） | 22,268   | 13,266   | 19,216   | [ 東京都統計 19 ] |
| 1977年（昭和52年） | 22,082   | 13,063   | 19,608   | [ 東京都統計 20 ] |
| 1978年（昭和53年） | 20,726   | 11,932   | 21,112   | [ 東京都統計 21 ] |
| 1979年（昭和54年） | 20,765   | 11,831   | 21,995   | [ 東京都統計 22 ] |
| 1980年（昭和55年） | 21,888   | 12,373   | 23,129   | [ 東京都統計 23 ] |
| 1981年（昭和56年） | 23,795   | 13,411   | 24,277   | [ 東京都統計 24 ] |
| 1982年（昭和57年） | 24,778   | 14,649   | 23,932   | [ 東京都統計 25 ] |
| 1983年（昭和58年） | 24,765   | 13,814   | 25,787   | [ 東京都統計 26 ] |
| 1984年（昭和59年） | 25,948   | 14,214   | 26,405   | [ 東京都統計 27 ] |
| 1985年（昭和60年） | 25,918   | 14,551   | 26,603   | [ 東京都統計 28 ] |
| 1986年（昭和61年） | 26,512   | 15,153   | 26,967   | [ 東京都統計 29 ] |
| 1987年（昭和62年） | 26,500   | 15,279   | 27,235   | [ 東京都統計 30 ] |
| 1988年（昭和63年） | 27,219   | 15,551   | 27,501   | [ 東京都統計 31 ] |
| 1989年（平成元年） | 26,975   | 15,693   | 27,510   | [ 東京都統計 32 ] |
| 1990年（平成02年） | 26,833   | 15,658   | 27,301   | [ 東京都統計 33 ] |
| 1991年（平成03年） | 27,167   | 15,749   | 26,186   | [ 東京都統計 34 ] |
| 1992年（平成04年） | 26,995   | 15,975   | 25,581   | [ 東京都統計 35 ] |
| 1993年（平成05年） | 27,488   | 15,633   | 24,723   | [ 東京都統計 36 ] |
| 1994年（平成06年） | 27,685   | 15,751   | 23,808   | [ 東京都統計 37 ] |
| 1995年（平成07年） | 28,303   | 15,650   | 23,055   | [ 東京都統計 38 ] |
| 1996年（平成08年） | 28,529   | 15,556   | 22,458   | [ 東京都統計 39 ] |
| 1997年（平成09年） | 27,742   | 15,537   | 22,597   | [ 東京都統計 40 ] |
| 1998年（平成10年） | 27,841   | 15,852   | 22,562   | [ 東京都統計 41 ] |
| 1999年（平成11年） | 27,653   | 15,191   | 22,287   | [ 東京都統計 42 ] |
| 2000年（平成12年） | 27,468   | 14,764   | 20,699   | [ 東京都統計 43 ] |

### 各年度1日平均上車人次（2001年以後）
| 年度               | 丸之內線 | 日比谷線 | 千代田線 | 來源              |
| ------------------ | -------- | -------- | -------- | ----------------- |
| 2001年（平成13年） | 27,310   | 14,299   | 20,871   | [ 東京都統計 44 ] |
| 2002年（平成14年） | 26,718   | 13,729   | 20,162   | [ 東京都統計 45 ] |
| 2003年（平成15年） | 26,852   | 13,847   | 19,694   | [ 東京都統計 46 ] |
| 2004年（平成16年） | 26,425   | 14,342   | 19,460   | [ 東京都統計 47 ] |
| 2005年（平成17年） | 26,584   | 14,332   | 19,581   | [ 東京都統計 48 ] |
| 2006年（平成18年） | 27,271   | 14,625   | 20,252   | [ 東京都統計 49 ] |
| 2007年（平成19年） | 28,309   | 15,205   | 22,238   | [ 東京都統計 50 ] |
| 2008年（平成20年） | 27,671   | 15,134   | 22,710   | [ 東京都統計 51 ] |
| 2009年（平成21年） | 27,679   | 15,104   | 22,688   | [ 東京都統計 52 ] |
| 2010年（平成22年） | 27,695   | 14,969   | 22,383   | [ 東京都統計 53 ] |
| 2011年（平成23年） | 27,758   | 14,663   | 22,391   | [ 東京都統計 54 ] |
| 2012年（平成24年） | 28,972   | 15,161   | 23,655   | [ 東京都統計 55 ] |
| 2013年（平成25年） | 30,304   | 15,704   | 24,449   | [ 東京都統計 56 ] |
| 2014年（平成26年） | 30,706   | 15,632   | 24,723   | [ 東京都統計 57 ] |
| 2015年（平成27年） | 31,910   | 15,893   | 25,713   | [ 東京都統計 58 ] |
| 2016年（平成28年） | 32,515   | 16,112   | 26,340   | [ 東京都統計 59 ] |

備註
1. ↑  1958年10月15日開業。開業日起至1959年3月31日為止共計168日的統計資料。
2. ↑  1964年3月25日開業。開業日至1964年3月31日為止共計215日的統計資料。
3. ↑  1971年3月20日開業。開業日至1971年3月31日為止共計12日的統計資料。

## 車站周邊
日本政府相關設施眾多。
- 外務省
- 財務省
- 經濟產業省
- 中央合同廳舍
  - 第1號館 - 農林水產省、霞關郵局等。
  - 第2號館 - 總務省、国家公安委員会、警察廳、第二霞關郵局等。與A3b出入口直通。
  - 第3號館 - 國土交通省、海上保安廳。
  - 第4號館 - 內閣府、內閣法制局、金融廳等。
  - 第5號館（日语：中央合同庁舎第5号館） - 厚生勞動省、環境省等。與B3b出入口直通。
  - 第6號館（日语：中央合同庁舎第6号館） - 公正取引委員會、法務省、最高檢察廳（日语：最高検察庁）、東京高等檢察廳（日语：東京高等検察庁）、東京地方檢察廳（日语：東京地方検察庁）等
    - 赤煉棟（法務省舊本館）

  - 第7號館（日语：中央合同庁舎第7号館）／霞關COMMON GATE（日语：霞が関コモンゲート） - 文部科學省、文化廳、金融廳、會計檢查院等
- 裁判所合同廳舍
  - 東京高等裁判所、東京地方裁判所、東京家庭裁判所、東京簡易裁判所（刑事）、第一與第二檢察審査會（日语：検察審査会）、東京高等裁判所內郵局
- 日本律師聯合會（律師會館）
- 警視廳
- 霞關大廈
- 日本郵政本社、千代田霞關郵局（日语：千代田霞が関郵便局）
- 飯野海運（日语：飯野海運）本社
- 日比谷公園
- 櫻田門站（有樂町線）
- 虎之門站（銀座線）
- 內幸町站（都營三田線）
- 首都高速都心環狀線霞關入口（內回、外回）

## 巴士
最近的巴士站為「霞關」與「經濟産業省」巴士站。
霞關
- 橋63：經內幸町往新橋站／經永田町、市谷站、牛込柳町站、新大久保站、大久保站往小瀧橋車庫（都營巴士）

經濟産業省（JR巴士站名霞關）
- 橋63系統：往新橋站／往小瀧橋車庫
- 東98（日语：東急バス目黒営業所）：往東京站丸之內南口／往等等力操車所（東急巴士）
- 高速巴士：東名HIGHWAY BUS（日语：東名ハイウェイバス）等往東京站 （JR巴士關東、JR東海巴士等）下車專用

## 其他
- 霞關為政府中樞，因此本站成為地下鐵沙林毒氣事件的目標。因當時有車站人員在事件中死亡，1996年（平成8年）起每年3月20日早上8點於本站進行默哀。
- 本站至日比谷站分為日比谷線與千代田線兩種路線。包含本站至日比谷站間的定期乘車券可選擇這兩條路線搭乘。
- 本站至國會議事堂前站分為丸之內線與千代田線兩種路線。包含本站至國會議事堂前站間的定期乘車券可選擇這兩條路線搭乘。
- 当本站至銀座站分為丸之內線與日比谷線兩種路線。包含本站至銀座站（經日比谷線）間的定期乘車券可選擇搭乘丸之內線。但是丸之內線的定期乗車券不能搭乘日比谷線。
- 埼玉縣川越市有同名的霞關站（但原文的「ヶ」為小字）。

## 相鄰車站
東京地下鐵
 丸之內線
國會議事堂前（M 14）－霞關（M 15）－銀座（M 16）
 日比谷線
虎之門Hills（H 06）－霞關（H 07）－日比谷（H 08）
 千代田線
- □特急浪漫特快「Metro箱根」「Metro江之島」「Metro Morningway」「Metro Homeway」停靠站

■浪漫特快以外列車類別（千代田線內各站停車）
國會議事堂（C 07）－霞關（C 08）－日比谷（C 09）

### 來源
地下撇1日平均使用人數
1. ↑  各駅の乗降人員ランキング （页面存档备份，存于） - 東京メトロ

地下鐵統計資料
1. 1 2  各種報告書 （页面存档备份，存于） - 関東交通広告協議会
2. ↑  行政基礎資料集 （页面存档备份，存于） - 千代田区

東京都統計年鑑
1. ↑  昭和33年PDF - 16ページ
2. ↑  .   [2017-01-22]. （原始内容存档于2016-03-05）.
3. ↑  .   [2017-01-22]. （原始内容存档于2016-03-05）.
4. ↑  .   [2017-01-22]. （原始内容存档于2015-06-29）.
5. ↑  .   [2017-01-22]. （原始内容存档于2015-06-29）.
6. ↑  .   [2017-01-22]. （原始内容存档于2015-06-29）.
7. ↑  .   [2017-01-22]. （原始内容存档于2015-06-29）.
8. ↑  .   [2017-01-22]. （原始内容存档于2016-03-05）.
9. ↑  .   [2017-01-22]. （原始内容存档于2016-03-05）.
10. ↑  .   [2017-01-22]. （原始内容存档于2016-03-05）.
11. ↑  .   [2017-01-22]. （原始内容存档于2016-03-05）.
12. ↑  .   [2017-01-22]. （原始内容存档于2016-03-05）.
13. ↑  .   [2017-01-22]. （原始内容存档于2016-03-05）.
14. ↑  .   [2017-01-22]. （原始内容存档于2015-06-29）.
15. ↑  .   [2017-01-22]. （原始内容存档于2015-06-29）.
16. ↑  .   [2017-01-22]. （原始内容存档于2015-06-29）.
17. ↑  .   [2017-01-22]. （原始内容存档于2016-03-05）.
18. ↑  .   [2017-01-22]. （原始内容存档于2016-06-02）.
19. ↑  .   [2017-01-22]. （原始内容存档于2015-06-29）.
20. ↑  .   [2017-01-22]. （原始内容存档于2016-03-05）.
21. ↑  .   [2017-01-22]. （原始内容存档于2015-06-29）.
22. ↑  .   [2017-01-22]. （原始内容存档于2016-03-05）.
23. ↑  .   [2017-01-22]. （原始内容存档于2016-03-05）.
24. ↑  .   [2017-01-22]. （原始内容存档于2016-03-05）.
25. ↑  .   [2017-01-22]. （原始内容存档于2015-06-29）.
26. ↑  .   [2017-01-22]. （原始内容存档于2015-06-29）.
27. ↑  .   [2017-01-22]. （原始内容存档于2015-06-29）.
28. ↑  .   [2017-01-22]. （原始内容存档于2016-03-05）.
29. ↑  .   [2017-01-22]. （原始内容存档于2016-03-05）.
30. ↑  .   [2017-01-22]. （原始内容存档于2015-06-29）.
31. ↑  .   [2017-01-22]. （原始内容存档于2016-03-05）.
32. ↑  .   [2017-01-22]. （原始内容存档于2016-03-05）.
33. ↑  .   [2017-01-22]. （原始内容存档于2016-03-05）.
34. ↑  .   [2017-01-22]. （原始内容存档于2016-03-05）.
35. ↑  .   [2013-07-05]. （原始内容存档于2013-08-15）.
36. ↑  .   [2013-07-05]. （原始内容存档于2013-02-03）.
37. ↑  .   [2013-07-05]. （原始内容存档于2013-02-03）.
38. ↑  .   [2013-07-05]. （原始内容存档于2013-02-03）.
39. ↑  .   [2013-07-05]. （原始内容存档于2013-02-03）.
40. ↑  .   [2013-07-05]. （原始内容存档于2016-03-04）.
41. ↑  平成10年PDF
42. ↑  平成11年PDF
43. ↑  .   [2013-07-05]. （原始内容存档于2016-03-04）.
44. ↑  .   [2013-07-05]. （原始内容存档于2016-03-04）.
45. ↑  .   [2013-07-05]. （原始内容存档于2017-07-29）.
46. ↑  .   [2013-07-05]. （原始内容存档于2017-07-29）.
47. ↑  .   [2013-07-05]. （原始内容存档于2017-07-29）.
48. ↑  .   [2013-07-05]. （原始内容存档于2017-07-29）.
49. ↑  .   [2013-07-05]. （原始内容存档于2017-07-29）.
50. ↑  .   [2013-07-05]. （原始内容存档于2017-07-29）.
51. ↑  .   [2013-07-05]. （原始内容存档于2017-07-29）.
52. ↑  .   [2013-07-05]. （原始内容存档于2016-03-26）.
53. ↑  .   [2017-01-22]. （原始内容存档于2016-03-27）.
54. ↑  .   [2017-01-22]. （原始内容存档于2016-03-25）.
55. ↑  .   [2017-01-22]. （原始内容存档于2016-03-27）.
56. ↑  平成25年[]
57. ↑  .   [2017-01-22]. （原始内容存档于2017-07-30）.
58. ↑  .   [2019-01-06]. （原始内容存档于2018-11-09）.
59. ↑  .   [2019-01-06]. （原始内容存档于2019-05-02）.

## 外部連結
- 東京地下鐵 – 霞關站 （页面存档备份，存于）（繁體中文）